# (4915) Солженицын
(4915) Солженицын (англ. Solzhenitsyn) — астероид главного пояса, который был открыт 8 октября 1969 года советским астрономом Людмилой Черных в Крымской обсерватории и назван в честь русского писателя и публициста, общественного и политического деятеля Александра Солженицына.